# Sulfanyle
Le sulfanyle, également appelé hydrure de soufre, radical hydrosulfure ou encore mercapto, est un radical moléculaire de formule HS•. Constitué d'un atome d'hydrogène et d'un atome de soufre, il se forme in vivo lors de la détoxication du sulfure d'hydrogène H2S. C'est l'une des trois principales espèces chimiques gazeuses contenant du soufre présentes dans les géantes gazeuses telles que la planète Jupiter, et il est très probablement présent dans les naines brunes et les étoiles froides.
Découvert en 1939 à l'Université de Californie, il a été détecté dans l'étoile R Andromedae mais aussi dans le Soleil.